# Étang de Moliets
L'étang de Moliets est un lac situé sur la commune de Moliets-et-Maa dans le département français des Landes.

## Caractéristiques
L'étang de Moliets s'étend à environ 2 km de la côte atlantique, dans une légère dépression interdunaire (localement appelée lette) de la zone rétrolittorale, entre deux zones urbanisées de la commune, entouré de pins maritimes. D'environ 9 ha, il est alimenté depuis le nord par le courant de Messanges, lequel lui sert également d'exutoire au sud ; ce dernier alimente l'étang de La Prade qui est situé à environ 1 km au sud.

## Protection
Avec les étangs de La Prade et Moïsan, l'étang de Moliets est inclus dans les zones humides de Moliets, La Prade et Moisans, un site Natura 2000.
L'étang de Moliets forme également un site classé.